# Steindorf am Ossiacher See

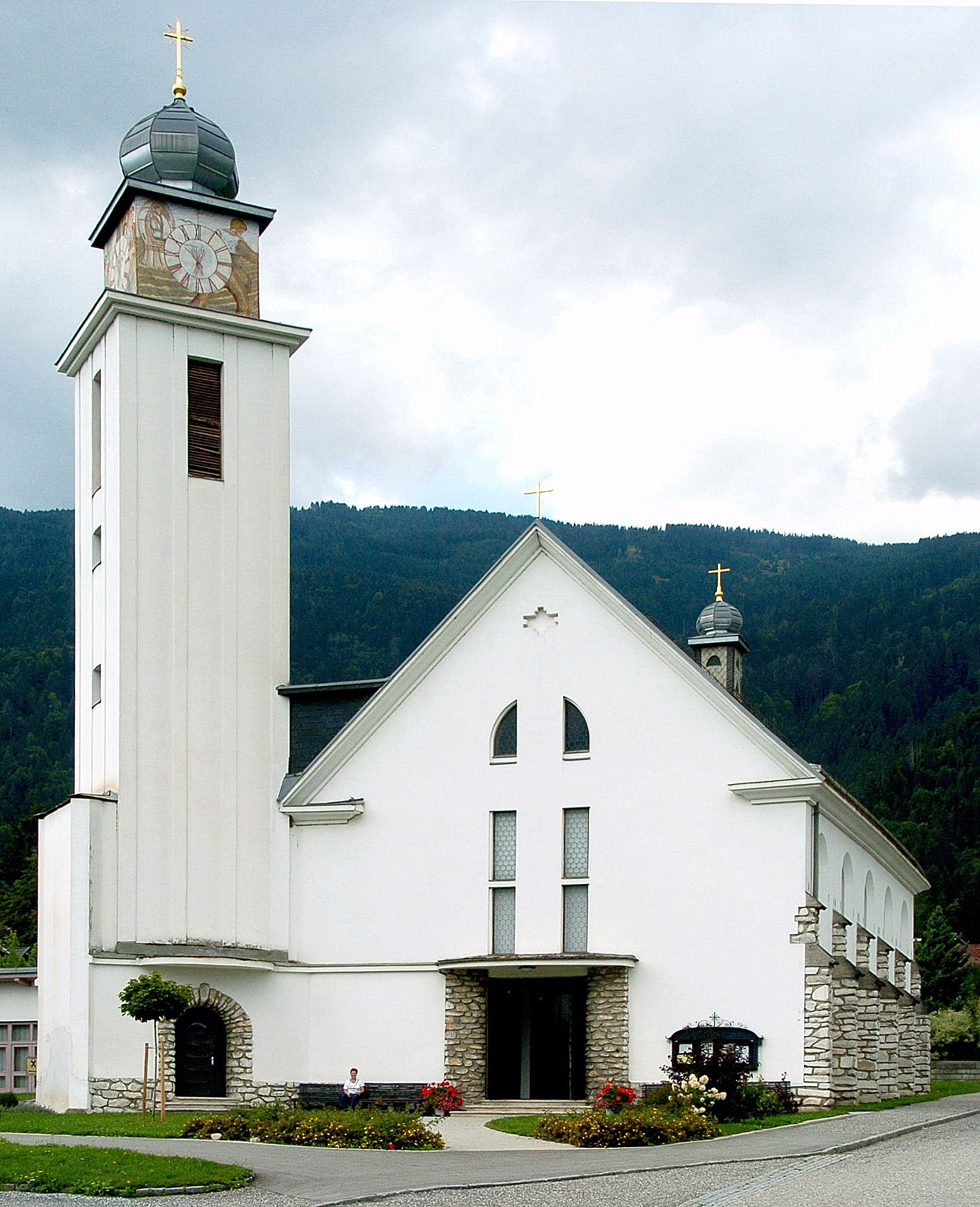
Nowa Parafia pw. św. Józefa (Hl. Josef)

Steindorf am Ossiacher See (słoweń. Kamna vas) – gmina w Austrii, w kraju związkowym Karyntia, w powiecie Feldkirchen. Leży nad jeziorem Ossiacher See.